# 1983年美國駐黎巴嫩大使館爆炸案
1983年美國駐黎巴嫩大使館爆炸案是指1983年4月18日，有人在黎巴嫩贝鲁特對美国駐黎巴嫩大使馆發動自殺攻擊，造成32名黎巴嫩人、17名美国人以及14名游客和路人死亡。遇难者主要是美国駐黎巴嫩大使馆和中央情报局工作人员，此外也有几名美国士兵和一名美国海军陆战队使馆警卫队士兵在爆炸中死亡。包括伊斯兰教圣战组织在內的3个组织表示爆炸案是其所為。

## 背景
1982年6月，以色列進攻黎巴嫩。9月18日，1000多名巴勒斯坦难民被以色列军队和黎巴嫩基督教民兵殺死。10月2日，美、法、意三国聯軍进驻贝鲁特及其郊区。